# Memnon z Heraklei
Memnon z Heraklei (gr.: Mέμνων, Mémnōn) (schyłek I wieku n.e.) – grecki historyk starożytności pochodzący z Heraklei Pontyjskiej, autor Dziejów swego ojczystego miasta, które zaginęły. Opisywały one historię miasta od jej początku, czyny i charaktery władców z czasów tyranii, sposoby życia mieszkańców, urzędy miejskie i wszystkie inne sprawy związane z miastem.
Dzieje Memnona zachowały się tylko w formie streszczenia dokonanego przez Focjusza (zm. 891), przyszłego patriarchę Konstantynopola, w swej wielkiej pracy pt. Biblioteka („kodeks” nr 224). Streszczenie obejmuje tylko księgi od dziewiątej do szesnastej jednego tomu. Prawdopodobnie pierwsze księgi i te następujące po szesnastej już nie istniały za czasów Focjusza, bowiem wspomina, że je nie widział. Zreferowane księgi 9-16 obejmują czasy od początku tyranii w Heraklei (r. 364/363 p.n.e.) do powrotu Cezara ze Wschodu do Rzymu (r. 47 p.n.e.). Focjusz pozytywnie ocenił dzieło Memnona, jako dojrzałe, napisane stylem prostym, wystrzegające się niepotrzebnych dygresji oraz zawierające słownictwo potoczne, rzadko zmieniające znaczenie.
Dzieło Memnona jest wartościowe, jako obejmujące prawie cały okres hellenistyczny, chociaż skupione głównie do miejscowego punktu widzenia oraz jako kompletny przykład rodzaju historii lokalnej w historiografii greckiej.